# Massimiliano Sforza

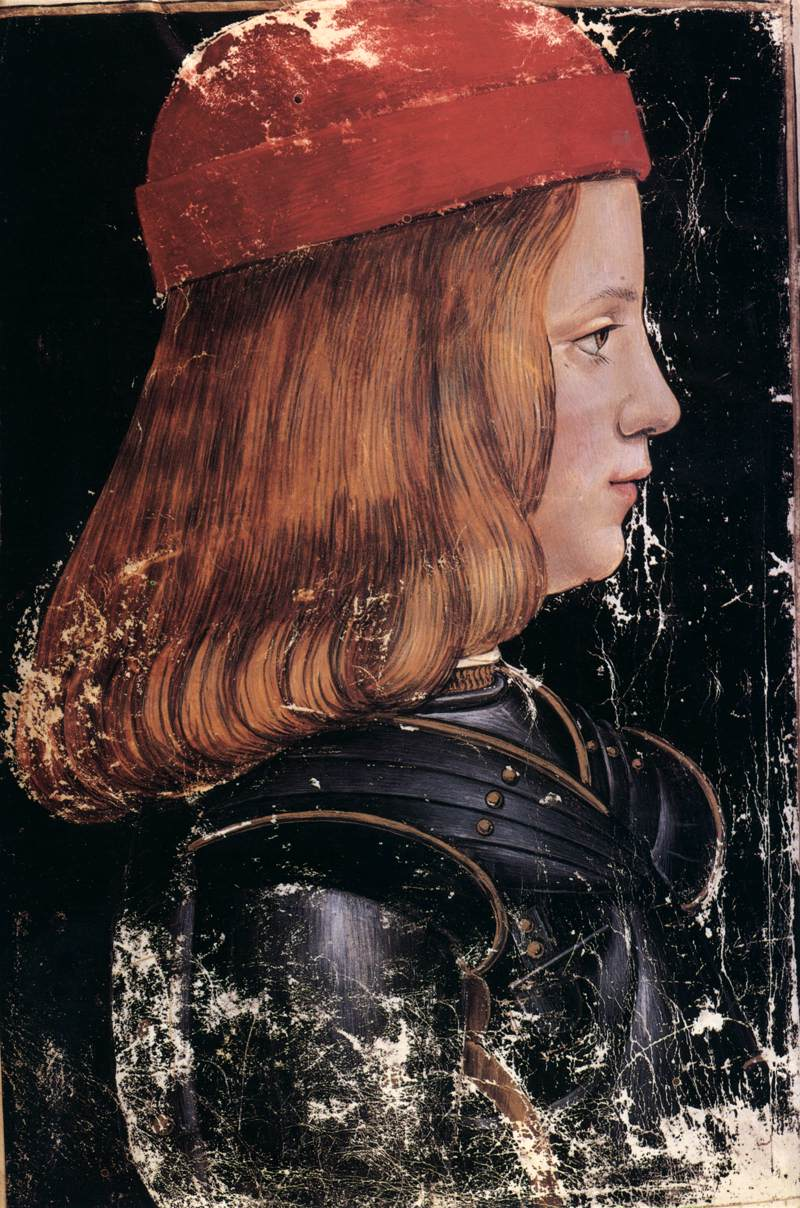
Massimiliano Sforza

Massimiliano Sforza (1493 - 1530) was hertog van Milaan en telg van de Sforzafamilie.
Massimiliano was de oudste zoon van Ludovico Sforza, bijgenaamd il Moro, en groeide op met zijn broer Francesco in Vlaanderen. Zijn naam was aanvankelijk Ercole (Hercules), maar werd veranderd uit dankbaarheid aan keizer Maximiliaan I, die zijn vader had geholpen na diens val in 1499. Massimiliano kon voor korte tijd naar zijn geboorteland terugkeren, voor hij weer naar Duitsland moest vluchten nadat zijn vader ten slotte werd verslagen en gevangengezet door koning Lodewijk XII van Frankrijk.
Lodewijk werd in 1512 uit het hertogdom verdreven door het Zwitserse leger in dienst van de Heilige Liga. De Zwitsers vormden al een halve eeuw de opkomende macht in de regio, en ook als belangrijkste leverancier van huursoldaten drukten ze een stempel op de vele oorlogvoerende partijen. Massimiliano besteeg de hertogelijke troon, maar onder protectoraat van de Liga.
De Liga van Kamerijk viel echter snel uiteen, en de Zwitsers werden onderling verscheurd door godsdiensttwisten. Na het overlijden van koning Lodewijk XII aarzelde zijn schoonzoon en opvolger Frans I geen moment en viel Noord-Italië weer binnen. Na de Slag bij Marignano in 1515 moest Massimiliano de rechten op Milaan aan de Franse koning Frans I afstaan. Hij werd afgekocht met 30.000 dukaten.
Toen Massimiliano nog maar drie jaar oud was, had zijn vader een huwelijk gearrangeerd met Maria Tudor, dochter van koning Hendrik VII van Engeland, de jongere zuster van de toekomstige Hendrik VIII. Het ging echter niet door omdat Hendrik VII bang was dat hij dan tegen de Fransen in Italië in het krijt zou moeten treden, terwijl hij na de Rozenoorlogen juist streefde naar vrede.
Na de verkoop van het hertogdom van Milaan werd Massimiliano niet gevangengezet, maar hij moest in Parijs in onvrijwillige "ballingschap" gaan, waar hij in juni 1530 aan een koorts overleed, 37 jaar oud.

## Voorouders
| Voorouders van Massimiliano Sforza (1493-1530) | Voorouders van Massimiliano Sforza (1493-1530)                   | Voorouders van Massimiliano Sforza (1493-1530)                   | Voorouders van Massimiliano Sforza (1493-1530)                    | Voorouders van Massimiliano Sforza (1493-1530)                    | Voorouders van Massimiliano Sforza (1493-1530)                    | Voorouders van Massimiliano Sforza (1493-1530)                    | Voorouders van Massimiliano Sforza (1493-1530)                         | Voorouders van Massimiliano Sforza (1493-1530)                         |
| ---------------------------------------------- | ---------------------------------------------------------------- | ---------------------------------------------------------------- | ----------------------------------------------------------------- | ----------------------------------------------------------------- | ----------------------------------------------------------------- | ----------------------------------------------------------------- | ---------------------------------------------------------------------- | ---------------------------------------------------------------------- |
| Overgrootouders                                | Muzio Sforza (1369-1424) ∞ Lucia Terzani da Marsciano (-)        | Muzio Sforza (1369-1424) ∞ Lucia Terzani da Marsciano (-)        | Filippo Maria Visconti (1392-1447) ∞ Agnese del Maino (1401-1465) | Filippo Maria Visconti (1392-1447) ∞ Agnese del Maino (1401-1465) | Niccolò III d'Este (1630-1694) ∞ Ricciarda di Saluzzo (1635-1666) | Niccolò III d'Este (1630-1694) ∞ Ricciarda di Saluzzo (1635-1666) | Ferdinand I van Napels (1423-1494) ∞ Isabella van Clermont (1424-1465) | Ferdinand I van Napels (1423-1494) ∞ Isabella van Clermont (1424-1465) |
| Grootouders                                    | Francesco Sforza (1401-1466) ∞ Bianca Maria Visconti (1660-1690) | Francesco Sforza (1401-1466) ∞ Bianca Maria Visconti (1660-1690) | Francesco Sforza (1401-1466) ∞ Bianca Maria Visconti (1660-1690)  | Francesco Sforza (1401-1466) ∞ Bianca Maria Visconti (1660-1690)  | Ercole I d'Este (1431-1505) ∞ Leonora van Napels (1450-1493)      | Ercole I d'Este (1431-1505) ∞ Leonora van Napels (1450-1493)      | Ercole I d'Este (1431-1505) ∞ Leonora van Napels (1450-1493)           | Ercole I d'Este (1431-1505) ∞ Leonora van Napels (1450-1493)           |
| Ouders                                         | Ludovico Sforza (1452-1508) ∞ Beatrice d'Este (1475-1497)        | Ludovico Sforza (1452-1508) ∞ Beatrice d'Este (1475-1497)        | Ludovico Sforza (1452-1508) ∞ Beatrice d'Este (1475-1497)         | Ludovico Sforza (1452-1508) ∞ Beatrice d'Este (1475-1497)         | Ludovico Sforza (1452-1508) ∞ Beatrice d'Este (1475-1497)         | Ludovico Sforza (1452-1508) ∞ Beatrice d'Este (1475-1497)         | Ludovico Sforza (1452-1508) ∞ Beatrice d'Este (1475-1497)              | Ludovico Sforza (1452-1508) ∞ Beatrice d'Este (1475-1497)              |